# Hastula continua
Hastula continua is een slakkensoort uit de familie van de Terebridae. De wetenschappelijke naam van de soort is voor het eerst geldig gepubliceerd in 1859 door Deshayes.